# كلينت فرانك
كلينت فرانك (بالإنجليزية: Clint Frank) هو لاعب كرة قدم أمريكية أمريكي، ولد في 13 سبتمبر 1915 في سانت لويس في الولايات المتحدة، وتوفي في 7 يوليو 1992 في إيفانستون في الولايات المتحدة.